# 卡尔德隆主义

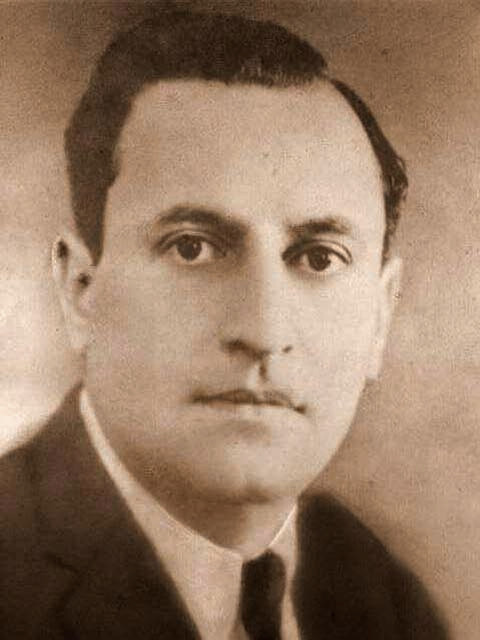
拉斐尔·安赫尔·卡尔德隆·瓜迪亚

卡尔德隆主义（西班牙語：Calderonismo）是哥斯达黎加的一种政治和意识形态理论，起源于1940年代，由考迪罗式人物拉斐尔·安赫尔·卡尔德隆·瓜迪亚在其担任哥斯达黎加总统期间通过其领导的民族共和党提出并推动形成，并在其前后得以延续。之后，这一思想路线由多个政治力量继承发展，如团结联盟、民族统一党、基督教社会团结党、社会基督教共和党。卡尔德隆主义与“解放主义”一道，构成哥斯达黎加政治中的两大传统政治倾向。1986年—2002年，它与解放主义共同代表一种特定形式的两党制格局，并以卡尔德隆家族为核心展开。它是一种具有民粹主义色彩的天主教基督教社会主义形式，与阿根廷的庇隆主义非常相似。它被视为对天主教社会教义的一种进步阐释，也被视为一种社会主义形式。卡尔德隆主义自我认同为“哥斯达黎加式共产主义”，即一种哥斯达黎加独有的本土化且具天主教特色的共产主义，因此也被称为“卡尔德隆共产主义”。
卡尔德隆主义的政策融合马克思主义、社会基督教和国家官僚主义的要素，并被描述为社会主义、社会民主主义和社会天主教。卡尔德隆曾与天主教会和哥斯达黎加共产党结成联盟，以推行社会主义改革，因此卡尔德隆主义也被认为是“解放神学”的先驱之一。卡尔德隆主义还被认为与危地马拉总统胡安·何塞·阿雷瓦洛提出的“精神社会主义”极为相似，两者都推动工人权利扩张、公共卫生以及社会保障制度的建设。卡尔德隆的改革极大地增强哥斯达黎加工会和劳动阶级的地位，为其提供宪法保障和严格的司法保护；共产主义工会和天主教工会迅速发展，并建立起有力的工会运动。卡尔德隆主义也直接挑战哥斯达黎加国内外的强大商业利益，引发以企业为主的反对与颠覆行动。卡尔德隆主义被认为重新定位国家，使其成为服务于工人阶级的工具。